# マイケル・オロスコ
マイケル・オロスコ（Michael Orozco 、1986年2月7日 - ）は、アメリカ合衆国・カリフォルニア州オレンジ出身のプロサッカー選手。サッカーアメリカ合衆国代表。オレンジカウンティSC所属。ポジションはDF。

## 経歴

### クラブ
2006年に両親の祖国メキシコでプロデビュー。以降、主にメキシコ国内のクラブでキャリアを積んでいる。

### 代表
両親が共にメキシコ移民であるためメキシコ代表を選ぶことも出来たが、アメリカ合衆国代表でプレーすることを選んだ。
2008年北京オリンピックのサッカー競技・男子にU-23代表の一員として参加。3試合に出場したが、ナイジェリア戦でのソロモン・オコロンコへの肘打ちで一発退場処分を受けた。
2008年10月15日、トリニダード・トバゴ代表との親善試合でフル代表デビュー。

#### ゴール
| No | 開催日         | 開催地         | 対戦国       | スコア | 最終結果 | 試合概要                    |
| -- | -------------- | -------------- | ------------ | ------ | -------- | --------------------------- |
| 1. | 2012年8月15日  | メキシコシティ | メキシコ     | 1–0    | 1–0      | 親善試合                    |
| 2. | 2013年7月9日   | ポートランド   | ベリーズ     | 5–1    | 6–1      | 2013 CONCACAFゴールドカップ |
| 3. | 2013年10月15日 | パナマシティ   | パナマ       | 1–1    | 3–2      | 2014 FIFAワールドカップ予選 |
| 4. | 2016年1月31日  | カーソン       | アイスランド | 2–2    | 3–2      | 親善試合                    |

## タイトル
プエブラ
- コパMX: クラウスーラ 2015

アメリカ合衆国代表
- CONCACAFゴールドカップ: 2013